# یانگ هائو (شیرجه)
یانگ هائو (انگلیسی: Yang Hao؛ زادهٔ ۳ فوریهٔ ۱۹۹۸) شیرجه‌رو اهل چین است.
وی در مسابقات کشوری و بین‌المللی در مجموع برندهٔ ۴ مدال طلا، ۲ مدال برنز شده است.